# تلمبه حسن ابراهیمی
تلمبه حسن ابراهیمی یک روستا در ایران است که در دهستان علی‌آباد ملک واقع شده‌است. تلمبه حسن ابراهیمی ۱۰ نفر جمعیت دارد.